# Нисселович, Леопольд Николаевич
Леопольд Николаевич (Ла́зарь Ни́ссенович) Ниссело́вич (1854, Бауск, Курляндская губерния — 1914, Женева, Швейцария) — российский общественный деятель, юрист. Член Государственной думы от Курляндской губернии.

## Биография

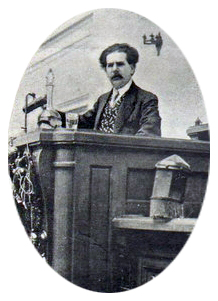
Л. Нисселович выступает в Государственной Думе, 1912

Учился в хедере. Среднее образование получил в Рижской гимназии (по другим сведениям окончил гимназию в Либаве). В 1880 году с золотой медалью окончил юридический факультет Санкт-Петербургского университета. С 1880 по 1882 год служил в министерстве финансов при Н. Х. Бунге, сначала в департаменте торговли и мануфактуры, по поручению которого написал историю фабричного законодательства в России, с 1882 года — в Государственном банке. Читал лекции по вексельному праву в обществе распространения коммерческих знаний. Автор многочисленных научных  и публицистических трудов по юридико-экономическим и финансовым вопросам. Сотрудничал в журнале «Счетоводство».
С 1882 года — помощник присяжного поверенного, а с 19.10.1887 г. - присяжный поверенный. Депутат 3-й Государственной Думы России от Курляндской губернии.
В 1908 году в Санкт-Петербурге на его имя было зарегистрировано Еврейское литературное общество. В 1910 году он собрал под законопроектом об отмене черты оседлости 166 подписей (прежде всего октябристов), но законопроект был передан на рассмотрение думской комиссии и не выносился на общее собрание Думы. В 1911 году было одобрено предложение Нисселовича по обучению идишу в начальных школах.
Из-за проблем со здоровьем он не баллотировался в 4-ю Государственную Думу.

## Публикации
- О биржах, биржевых установлениях и мерах ограничения биржевой игры: обозрение важнейших законодательств, сравнительно с русским правом. СПб.: Типо-Литография А. Е. Ландау, 1879.
- К вопросу о товарных складах и варрантах в России. СПб., 1880.
- История заводско-фабричного законодательства Российской Империи Архивная копия от 3 июля 2019 на Wayback Machine. Составил Л. Н. Нисселович. В 2-х тт. Часть I: Законодательство до императора Александра I. Издание Министерства финансов. СПб.: Скоропечатня Георга Дюнтца, 1883—1884.
- История заводско-фабричного законодательства Российской Империи. Архивная копия от 24 июня 2019 на Wayback Machine Составил Л. Н. Нисселович. В 2-х тт. Часть II: Законодательство императора Александра I. Издание Министерства финансов. СПб.: Скоропечатня А. Мучника, 1884.
- Торгово-промышленные совещательные учреждения в России. СПб, 1887.
- Общедоступные очерки по русскому торговому праву. Очерк I: О торговых книгах. СПб: Лито-Типография Берман и Рабинович, 1893.
- К вопросу о тактике кадетской фракции в Государственной Думе. СПб: Лито-Типография И. Лурье и К°, 1906.
- Еврейский вопрос в III Государственной Думе. СПб: Ц. Крайз, 1908.